# Bandera Iberia
La Bandera Iberia (en euskera: Iberiaren Bandera) fue una competición de remo, concretamente de traineras, celebrada en Sestao (Vizcaya) entre los años 1999 y 2018. Fue organizada por el Club Deportivo Iberia (en euskera: Iberia Arraun Elkartea).
La regata se celebraba en aquellas temporadas en las que la trainera del club competía en la Liga Vasca de Traineras o en la Liga ARC, siendo puntuable para esta última entre 2011 y 2017. La Liga ARC exige a los clubes que participan en la competición la organización de al menos una regata oficial.

## Historia
A lo largo de los años, la regata recibió diferentes denominaciones y numeraciones. En 2002 se llamó Bandera de Sestao (Iberia); en 2011, Bandera IBERIA; y entre 2015 y 2017 adoptó la denominación de Bandera Iberia - Sestao.
La edición de 2018 fue suspendida por no haberse tramitado a tiempo los permisos administrativos necesarios.
La regata se disputaba en la ría de Bilbao, en el tramo comprendido entre la dársena de La Benedicta (en euskera: La Benedicta kaia), en Sestao, y las inmediaciones del Puerto de Bilbao, atravesando el Puente de Vizcaya. Se desarrollaba en formato contrarreloj, con dos largos y una ciaboga, para un total de 3 millas náuticas, equivalentes a 5.556 metros. El intervalo de salida entre traineras era de dos minutos.

## Categoría masculina

### Historial
| Edición  | Año       | Ganador       | Segundo       | Tercero                |
| -------- | --------- | ------------- | ------------- | ---------------------- |
| I        | 1999      | Isuntza       | Urdaibai      | Kaiku                  |
|          | 2000–2001 | no disputadas | no disputadas | no disputadas          |
| II       | 2002      | Pedreña       | Ondarroa      | Zierbena               |
|          | 2003–2010 | no disputadas | no disputadas | no disputadas          |
| III      | 2011      | Ondarroa      | Getaria       | Busturialdea-Elantxobe |
|          | 2012–2014 | no disputadas | no disputadas | no disputadas          |
| IV (I)   | 2015      | Hondarribia B | Castro        | Arkote                 |
| V (II)   | 2016      | Oiartzun      | Arkote        | Guecho                 |
| VI (III) | 2017      | Hibaika       | Donostiarra B | Santoña                |
|          | 2018      | suspendida    | suspendida    | suspendida             |

Entre paréntesis se indica la numeración adoptada por la ARC a partir de 2015.

### Palmarés
| Victorias | Club          | Años |
| --------- | ------------- | ---- |
| 1         | Isuntza       | 1999 |
| 1         | Pedreña       | 2002 |
| 1         | Ondarroa      | 2011 |
| 1         | Hondarribia B | 2015 |
| 1         | Oiartzun      | 2016 |
| 1         | Hibaika       | 2017 |